# 京都法学校
京都法学校（きょうとほうがっこう）は、1889年（明治22年）に、京都府京都市下京区寺町通四条下ル大雲院内に設立された仏法系の私立法律・経済学校である。

## 歴史
法律学および経済学を教授することを目的に設立された私立学校で、校主には司法省学校卒業後、京都始審裁判所に勤務した山崎恵純が就任。この他、名誉員に京都府知事、大審院評定官、京都始審裁判所所長、同検事、京都府警部長らが就いた。
講師の顔ぶれは、校主の山崎恵純のほか、河村善益、志方鍛、清水一郎、百瀬武策。
その後、入学希望者の増加に対応しきれなくなり、学校規模拡大の計画案が出たものの、京都法政学校（現在の立命館大学）に事実上引き継がれた。山崎恵純は引き続き京都法政学校の教授を務めた。

## 設立の目的
「法律学科ハ仏蘭西法律ヲ主トシ傍ラ日本現行法ニ及ブモノトス」（京都法学校規則 明治21年（1888年）1月）